# 기밀정보
기밀정보(機密情報, 영어: classified information)는 국가안보상 또는 법률에 따라 정부가 공표하지 않은 사실이나 정보를 가리킨다. 독재 국가에서는 권력자가 자신의 지위를 유지하고 또는 자신에게 불리한 정보를 은폐할 목적으로 국가 기밀 지정을 남용하는 경우가 적지 않다. 법이나 규정에 따라 필요한 보안 허가를 받고 알 필요가 있는 특정 그룹의 사람들에게만 접근이 제한된다. 자료를 잘못 취급하면 형사 처벌을 받을 수 있다.
기밀 자료를 보거나 처리하려면 공식적인 보안 허가가 필요하다. 통관 절차에는 만족스러운 배경 조사가 필요하다. 문서 및 기타 정보는 여러 (계층적) 민감도 수준 중 하나로 "작성자별"로 적절하게 표시되어야 한다. 제한, 기밀, 비밀, 일급 비밀이다. 수준 선택은 영향 평가를 기반으로 한다. 정부에는 정보 자산의 분류를 결정하는 방법과 각 수준에서 분류된 정보를 보호하는 방법에 대한 규칙을 포함한 자체 기준이 있다. 이 프로세스에는 정보를 처리하는 직원에 대한 보안 허가가 포함되는 경우가 많다.
일부 기업 및 비정부 기관에서는 영업 비밀을 보호하려는 목적으로 또는 개인 정보 보호, 봉인된 법적 절차 및 금융 정보 공개 시기 등 다양한 문제를 다루는 법률 및 규정으로 인해 개인 정보에 보호 수준을 할당한다.
시간이 지나면서 많은 기밀 정보의 민감도가 낮아지고 기밀이 해제되어 공개될 수 있다. 20세기 후반부터 일부 국가에서는 정보 입법의 자유가 있어 대중은 공개될 경우 피해를 주지 않는 모든 정보에 대한 권리를 갖는 것으로 간주된다. 때로는 인접한 예에서와 같이 기밀로 간주되는 정보가 여전히 모호한(수정된) 상태로 문서가 공개되는 경우가 있다.
일부 정치학 및 법률 전문가들 사이에서는 기밀의 정의가 국익에 해를 끼칠 수 있는 정보가 아니라 정의, 인권 등의 대의에 해를 끼칠 수 있는 정보여야 하는지 여부에 대한 의문이 존재한다. 정보를 분류하는 것이 정의로운 사회의 집단적 최선의 이익인지 아니면 단지 공정하고 공정한 사회 계약에 따른 합법적인 수단으로부터 국민, 정부 또는 행정 공무원을 보호하기 위해 부당하게 행동하는 사회의 최선의 이익인지를 구별하는 것이다.

## 나라별 사례 및 등급

### 한국
한국에서의 국가기밀은 공무기밀, 외교기밀, 군사기밀 등이 있다. 보안업무규정에 따라 기밀을 열람하려면 '비밀취급인가증'이 필요하다. 중요도에 따라 다음과 같은 등급으로 구분한다.
- 1급 비밀 (Top Secret)
- 2급 비밀 (Secret)
- 3급 비밀 (Confidential)
- 대외비

### 일본
일본은 국가 기밀을 직접적으로 보호하는 법률은 오랫동안 없었다. 2013년 제185회 국회에서 특정 비밀 보호에 관한 법률이 제2차 아베 내각에 의해 제출되어 동년 12월 6일에 성립되었다.
일본의 기밀 등급은 다음과 같다.
- 機密 (기밀)
- 極秘 (극비)
- 秘 (비)
- 取り扱い注意 (취급주의)

### 대만
민주화 이전에는 계엄령 하에 국가 기밀은 많았다. 또한 2003년, 국가 기밀 보호법과 정보 공개법이 동시에 제정, 시행되고 있다.

### 미국
미국의 기밀 등급은 3단계로 나뉜다. 최고 등급인 특수정보로 불리는 'SCI' 등급이 추가로 존재한다.
- Top Secret
- Secret
- Confidential

## 같이 보기
- 펜타곤 기밀 유출 사건
- 영업 비밀
- 간첩 행위